# نووسوککولوو
نووسوککولوو (انگلیسی: Novosukkulovo) یک شهرک در شهرستان تویمازینسکی استان باشقیرستان کشور روسیه است.